# Шон Кінні
Шон Кінні (повне ім'я Шон Говард Кінні, англ. Sean Howard Kinney; нар. 27 травня 1966, Рентон, Вашингтон, США) — американський музикант, найбільш відомий як барабанщик і співзасновник рок-гурту Alice in Chains.
У 2001—2002 був членом супергурту Spys4Darwin, а також співпрацював з іншими виконавцями, такими як Джонні Кеш і Metallica. З 2009 року Кінні є співвласником клубу Crocodile у Сіетлі.
У складі Alice in Chains Кінні отримав дев'ять номінацій на премію «Греммі».

## Біографія
Шон Говард Кінні народився в місті Рентон, штат Вашингтон, 27 травня 1966 року. Його батько був офіцером поліції, а мати міським чиновником. Батьки юного Шона розлучилися і його виховувала рідна сестра. Інтерес до музики у Кінні з'явився у ранньому віці. Свою першу барабанну установку він отримав коли йому було 5 років. Його дідусь грав у місцевому гурті The Cross Cats. Юний Шон був присутній на репетиціях з дев'ятирічного віку, а в перервах вчився грати на ударній установці. Коли з The Cross Cats пішов барабанщик, дідусь Шона посадив за установку онука. Так юний Кінні почав виступати разом із п'ятдесятирічними музикантами та провів у гурті кілька років.
Після вступу до школи Liberty Senior High School, Шон захопився рок-музикою і почав слухати альтернативний метал і хеві-метал. Коли йому було 12 років, у пошуках колективу Кінні дав оголошення в газету і його запросили до рок-гурту Cyprus. «Він був до біса крутий і багато мудрував», — згадував бас-гітарист Cyprus Майк Старр. Незабаром Кінні та Старра вигнали з гурту, бо вони були занадто молодими. Через деякий час колишні колеги випадково зустрілися у торговому центрі, розговорилися і з'ясувалося, що Кінні вигнали з дому. Майк приютив його у себе, познайомивши з матір'ю і сестрою Меліндою. Шон почав зустрічатися з нею і фактично став частиною сім'ї Старрів.

## Кар'єра

### Alice in Chains

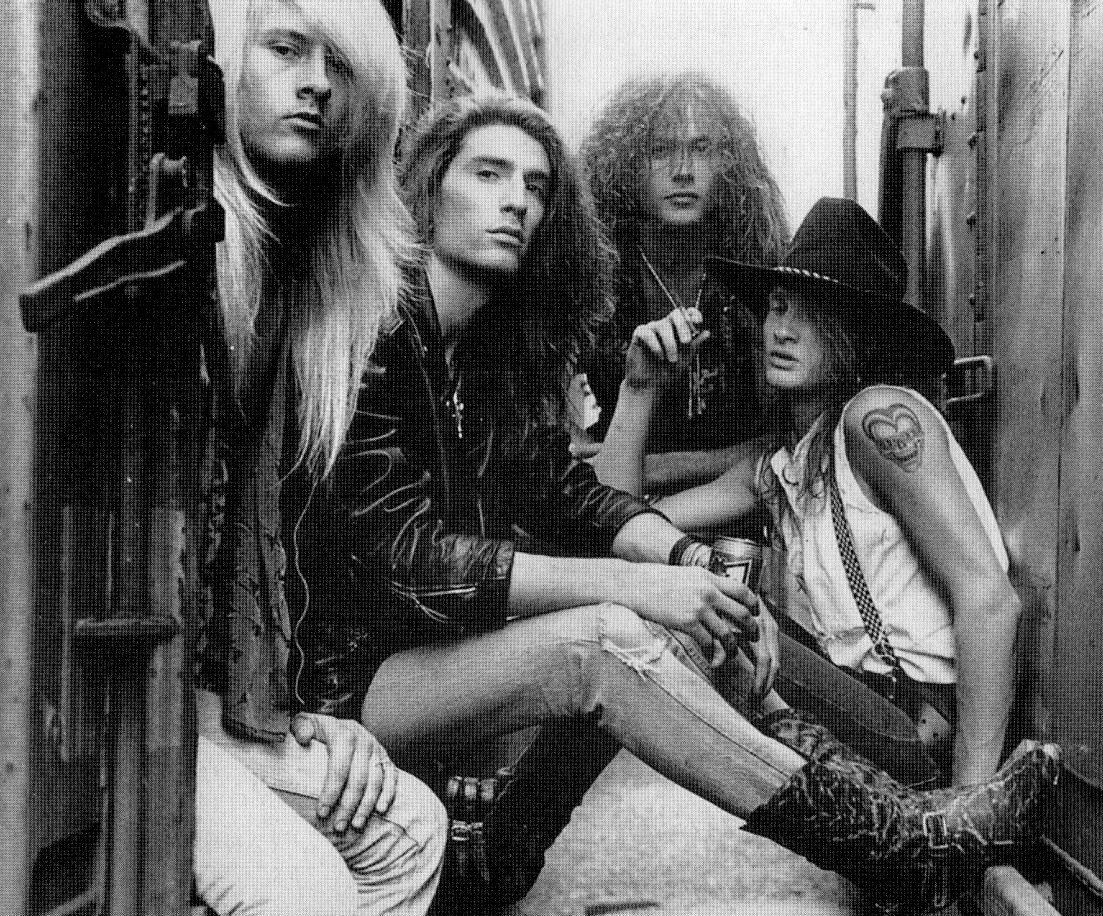
Alice in Chains у 1988 році

Кінні познайомився із Лейном Стейлі приблизно у 1985 році, коли група Стейлі «Sleze» грала в парку Alki Beach. Згадуючи ці часи, Кінні розповів журналу Guitar Legends, що при першій зустрічі він сказав Стейлі, що він крутий, але його група — відстій, і що йому потрібно знайти іншого барабанщика, тому Кінні запропонував себе. У той час у Кінні не було телефону, тому він дав Стейлі папірець із номером своєї дівчини.
Наприкінці 1987 року подрузі Шона зателефонував Лейн Стейлі та сказав, що шукає барабанщика у власний гурт. Кінні прийшов до клубу Music Bank, де Стейлі репетирував із гітаристом Джеррі Кантреллом, і послухавши їхні записи, погодився приєднатися до гурту. «Їхня важка і гівняна музика мені завжди подобалася, але мені не було з ким грати її раніше. Усі навколо намагалися бути схожими на Bon Jovi», — згадував Кінні. Музикантам залишалося знайти бас-гітариста, і коли Джеррі Кантрелл згадав про Майка Старра, з яким недовго грав у гурті Gypsy Rose, здивуваннюю Шона не було меж. «Взагалі-то це його сестра», — сказав барабанщик, вказавши на Мелінду. З приходом Старра група була повністю укомплектована. Колектив змінив кілька назв, перший час виступаючи як Diamond Lie і граючи пісні, написані Джеррі Кантреллом. У середині 1988 року менеджер Ренді Гаузер наполіг на зміні назви, і Diamond Lie було перейменовано на Alice in Chains. Протягом року колектив багато виступав у Сіетлі та околицях, і завоював славу «наступного великого гурту», привернувши увагу великих звукозаписних компаній. У вересні 1989 року Alice in Chains підписали контракт із Columbia Records і почали роботу над дебютним альбомом.
Перша платівка Alice in Chains вийшла 1990 року та отримала назву Facelift. Запис відбувся у сіетлській студії London Bridge під керівництвом продюсера Дейва Джердена. Участь Кінні в записі була під питанням, оскільки за півтора місяця до цього барабанщик зламав руку. Найнятий сесійний барабанщик грав недостатньо голосно, тому Кінні не витримав, зняв гіпс раніше терміну, і перемагаючи біль, виконав усі партії самостійно. «Я зрізав гіпс у студії та тримав поруч з установкою відро з льодом, щоб охолоджувати руку», — згадував Кінні. Платівка була витримана в стилі хеві-металу 1970-х років, через що Alice in Chains охрестили «сучасними Black Sabbath». Музиканти гастролювали з Extreme, Іггі Попом, а також взяли участь у турі «Битва титанів» із провідними треш-метал колективами. Разом з іншими сіетлськими музикантами, Кінні знявся в художньому фільмі «Одинаки», присвяченому гранжевій субкультурі, що набирала обертів. На хвилі інтересу до сіетлського рок-руху музичний телеканал MTV помістив у ротацію кліп Alice in Chains на пісню «Man in the Box». Гурт миттєво став відомим за межами рідного міста, виступив на розігріві у Van Halen, а альбом Facelift розпродали накладом понад 500 000 примірників, ставши «золотим». Під час концертного туру Кінні приснилося, що музиканти записують акустичні композиції, які були написані для «Одинаків», але не потрапили до фільму. Alice in Chains втілили цю ідею в життя, записавши акустичний мініальбом Sap, і випустили його без особливої рекламної кампанії на початку 1992 року.
Другий альбом Alice in Chains отримав назву Dirt і вийшов наприкінці 1992 року, у розпал розквіту гранжу. Платівка опинилася на шостому місці хіт-параду Billboard 200 і незабаром стала «золотою». Відверті тексти вокаліста Лейна Стейлі, що розповідають про його наркотичну залежність, закріпили за Alice in Chains репутацію «найгероїновішого» гурту Сіетла. Залежність торкнулася не тільки Стейлі, а й інших учасників гурту, включно з Кінні: «Наркотики брали гору. Ми вживали все, що потрапляло нам до рук, у будь-яких кількостях. Це почало працювати проти нас. На цьому записі, з яким, напевно, нас асоціюють, все показано на чистоту… Відтоді деякі з нас продовжили рухатися в такому ж напрямку, а інші — ні.», — згадував Кінні в інтерв'ю Грегу Прато. Під час концертного туру на підтримку Dirt Кінні відрізнявся агресивною поведінкою, списуючи п'яні витівки на своє деструктивне альтер-его на ім'я «Стів».
На початку 1993 року гурт вирішив звільнити бас-гітариста Майка Старра. Шон Кінні зв'язався телефоном із Майком Айнезом із гурту Оззі Осборна і запросив приєднатися до Alice in Chains. У новому складі музиканти провели європейське турне, записали кілька пісень для саундтрека до фільму «Останній кіногерой» і виступили на літньому фестивалі Lollapalooza. У вересні 1993 року Alice in Chains спонтанно записали акустичний альбом Jar of Flies, придумавши та виконавши за тиждень сім нових пісень. Платівка вийшла на початку 1994 року і стала першим мініальбомом в історії музики, який дебютував на вершині хіт-параду Billboard.
Після виходу Jar of Flies Alice in Chains взяла творчу відпустку. Шон Кінні скористався перервою, щоб пройти курс лікування від алкогольної залежності. Влітку 1994 року напередодні спільних концертів з Metallica група зібралася знову. Вокаліст гурту Лейн Стейлі прийшов на репетицію під дією наркотиків і розлючений Кінні жбурнув у нього паличками, пообіцявши, що більше ніколи не гратиме зі Стейлі. Посварившись із колегами, Стейлі приєднався до супергрупи Mad Season, яку заснував гітарист Pearl Jam Майк Маккріді. Троє членів Alice in Chains, що залишилися, на початку 1995 року стали працювати над піснями Джеррі Кантрелла без участі Стейлі. Зрештою їм вдалося знайти спільну мову з фронтменом і розпочати запис третього альбому Alice in Chains. Робота над платівкою рухалася повільно через проблеми зі здоров'ям у вокаліста і зайняла близько п'яти місяців. У проміжках між сесіями Шон записав кавер-версію пісні «Time of the Preacher» для триб'ют-альбому Віллі Нельсона разом із Джонні Кешем, Кімом Таїлом і Крістом Новоселічем. Барабанщик також відзначився в першій сольній пісні Джеррі Кантрелла «Leave Me Alone», написаній для кінофільму «Кабельник».
Нова платівка гурту отримала назву Alice in Chains, але неофіційно її називали «Триніжка», через обкладинку із зображенням триногого собаки, концепцію якої придумав Шон. Альбом вийшов у листопаді 1995 року, потрапивши на вершину чарту Billboard, але не супроводжувався традиційним концертним туром через небажання Стейлі виступати. Переконати вокаліста вдалося лише навесні 1996 року, коли Alice in Chains дали перший за 2,5 роки концерт для телевізійного шоу MTV Unplugged. Шон Кінні та Джеррі Кантрелл також змогли умовити Стейлі виступити на розігріві у своїх кумирів, гурту Kiss, який проводив реюніон-тур. Після фінального концерту Лейн опинився в лікарні через передозування. Пізніше з'ясувалося, що цей виступ став останнім для Лейна Стейлі у складі Alice in Chains.

### Після Alice in Chains
Після того, як у 1996 році померла колишня наречена Лейна Стейлі Демрі Перрот, вокаліст остаточно перестав з'являтися на публіці, і гурт призупинив свою діяльність. У 1998 Кінні взяв участь у записі дебютного сольного альбому Джеррі Кантрелла під назвою Boggy Depot, разом з іншими музикантами, такими як Майк Айнез, Норвуд Фішер, Рекс Браун і Лес Клейпул. Пізніше він вирушив у турне разом із бас-гітаристом Old Lady Litterbug Ніком Райнгартом, гітаристом Queensrÿche Крісом Дегармо і клавішником Fishbone Крісом Даудом, виступаючи на розігріві у Metallica. Кінні також відзначився на альбомі Metallica Garage Inc., зігравши на перкусії в кавер-версії Lynyrd Skynyrd «Tuesday's Gone».
У серпні 1998 року Кінні ненадовго возз'єднався з колегами по Alice in Chains, щоб записати дві нові пісні для бокс-сету Music Bank. Скориставшись студією Дейва Джердена Eldorado, в якій тривала робота над альбомом The Offspring Americana, Кантрелл, Кінні та Айнез записали інструментальні партії для пісень, які Кантрелл спочатку планував виконати самостійно. Пізно вночі до студії прибув і Стейлі, однак, він виглядав дуже погано через постійне вживання героїну і так і не зміг записати свої партії. Вокал Стейлі довелося записувати пізніше і з іншим продюсером. 19 липня 1999 року Кінні взяв участь у радіопрограмі, присвяченій виходу збірки найкращих хітів Greatest Hits і бокс-сету Music Bank, зателефонувавши в студію з Олбані, штат Нью-Йорк. Несподівано для всіх, в ефір зумів пробитися Лейн Стейлі та провів пів години разом із колегами, не виключаючи можливості продовження роботи в Alice in Chains.
У 1999 році Шон Кінні й Кріс Дегармо вирішили заснувати власний супергурт, запросивши бас-гітариста Майка Айнеза і вокаліста гурту Sponge Вінні Домброскі. Колектив отримав назву Spys4Darwin. Музиканти записали мініальбом Microfish, який вийшов 2001 року, а також виступили на фестивалі Endfest у Сіетлі.
Перший час після фактичного розпаду Alice in Chains Кінні намагався підтримувати стосунки з Лейном Стейлі. Фронтмен зізнавався Кінні, що не має наміру припиняти вживати наркотики аж до самої смерті. Шон іноді заглядав до Лейна, але зізнавався, що його квартира була «не найздоровішим місцем». Починаючи з 2000 року Лейн і Шон практично не бачилися. У квітні 2002 року стало відомо, що Стейлі знайшли мертвим у своїй квартирі від передозування. На церемонії прощання зі Стейлі Шон у сльозах вигукнув: «Моє серце розбите. Я втратив багато друзів, але це…». У жовтні 2004 року Кінні та Кантрелл отримали повідомлення від Sony Music, про те, що контракт між лейблом і Alice in Chains, що діяв із 1989 року, розірвано.

### Возз'єднання Alice in Chains
На початку 2005 року Шон Кінні взяв участь в організації благодійного концерту в Сіетлі на підтримку жертв землетрусу в Індійському океані. Він домовився з Кантреллом і Айнезом про перший з 1996 року виступ Alice in Chains. Покійного Лейна Стейлі по черзі замінювали Мейнард Джеймс Кінан, Вес Скантлін, Енн Вілсон і Пат Лахман, а їхнє спільне виконання пісні «Rooster» у місцевій газеті Seattle Post-Intelligencer порівняли з благодійним синглом «We Are the World», випущеним у 1985 році на підтримку постраждалих від голоду в Ефіопії. Надихнувшись реакцією слухачів, колишні учасники Alice in Chains відновили репетиції та почали пошук нового вокаліста. Джеррі Кантрелл запропонував кандидатуру фронтмена Come with the Fall Вільяма Дюваля, з яким гастролював у сольному турне, і після перших же виконаних пісень Шон Кінні резюмував: «Думаю, що наш пошук завершено». Музиканти почали виступати разом, зберігши стару назву Alice in Chains, попри суперечки серед фанатів гурту. «Ми могли б назватися Leather Snake, виконувати власні пісні, і люди казали б: Хлопці з Alice in Chains грають ось у тому клубі!. Вони ніколи не скажуть: Гей! А Leather Snake то дають жару!» — пояснював рішення гурту Кінні.
У 2009 році вийшов перший альбом Alice in Chains з новим вокалістом, що отримав назву Black Gives Way to Blue і був присвячений пам'яті Лейна Стейлі. Під час концертного туру стало відомо про те, що колишній учасник гурту Майк Старр взяв участь у реаліті-шоу «Реабілітація зірок». Кінні несхвально висловився про телевізійне шоу, звинувативши організаторів в експлуатації людей, які перебувають на межі життя і смерті. У 2011 Старр помер, так і не впоравшись із пристрастю до наркотиків. На згадку про загиблих друзів Шон Кінні наніс на бас-бочку барабанної установки ініціали Лейна Стейлі та Майка Старра — LSMS. У наступні роки Кінні продовжив виступи у складі Alice in Chains і взяв участь у записі ще двох студійних альбомів The Devil Put Dinosaurs Here і Rainier Fog.

## Творчість

### Музичний стиль
Агресивний треш-металічний стиль Кінні став важливою складовою дебютної платівки Alice in Chains Facelift. Спроба замінити його сесійним музикантом у студії провалилася, тому що запрошений виконавець не володів такою самою силою удару по установці, і Шону довелося знімати гіпс і виконувати всі партії самому, перемагаючи біль. Оглядач журналів The Rocket і Guitar World, колишній співробітник лейблу Sub Pop Джефф Гілберт порівнював манеру гри Кінні з Джоном Бонемом: «Він налягає на установку вагою всього тулуба. Коли він завдає удар по барабану, ти відчуваєш це потилицею». Примітною рисою студійної роботи Кінні була відмова від використання метронома, через що в ранніх записах Alice in Chains були присутні незначні зміни темпу. В акустичних мініальбомах Sap і Jar of Flies Кінні використовував більш м'яку техніку гри, застосовуючи крім звичайних барабанних паличок спеціальні щітки. Він також експериментував з бонго і барабанами меншого розміру, а також практикував удари по ободу малого барабана зворотним кінцем палички.
Джеррі Кантрелл відзначав синергію між ним і Шоном Кінні: «Ми то слідуємо один за одним, то ведемо за собою, і справді чудово доповнюємо один одного». На відміну від багатьох рок-гуртів, де барабани складають єдину ритм-секцію з бас-гітарою, в Alice in Chains пісні будувалися навколо взаємодії барабанщика і гітариста. «Навіть на концертах я рідко виводжу у свої монітори когось, окрім Шона, а в нього в моніторах переважно я. Ми джемуємо разом весь час, тільки я і він, без бас-гітариста. Для нас бас не є неодмінною складовою гарної джем-сешну, нам на нього наплювати», — розповідав Кантрелл. Сам Кінні зізнавався, що не бачив нічого особливого у своїй манері виконання: «Я просто граю для пісні те, що вважаю доречним. Я не намагаюся виділитися технікою або чимось подібним… Інші хлопці не вказують мені що грати, а я не вказую їм. Вони грають на гітарі, а я на барабанах. Буває, ми коментуємо один одного, пропонуємо спробувати щось інше, але ніхто не говорить нікому, що вони зобов'язані робити».
Продюсер MTV Алекс Колетті назвав Шона невизнаним героєм виступу на телепередачі MTV Unplugged 1996 року, вразившись його вмінням підлаштуватися під акустичний формат програми: У таких випадках у рок-групах усе залежить від барабанщика. Якщо він розуміє це і приборкує свою гру, то всі інші теж можуть грати на невисокій гучності. Коли ж барабанщик грає, як на звичайному рок-шоу, всі інші накручують свої монітори й те, що задумано як красива акустична гра, звучить, ніби вона виконана на звичайних гівняних електрогітарах. У 2019 році Ларс Ульріх зізнався Джеррі Кантреллу, що Шон Кінні є одним із музикантів, які його захоплюють: «Одна з фірмових складових вашого звуку — це те, що він часто не грає прямий ритм у розмірі чотири чверті, а використовує по-справжньому складні патерни».

### Обладнання
|  | ⬤ Барабани Drum Workshop I — малий барабан (8 × 14), II — том-том (10 × 12), III — том-том (14 × 16), IV — том-том (16 × 18), V — бас-барабан (16 × 24). | ⬤ Тарілки Sabian 1 — гай-гет (15''), 2 — креш (20''), 3 — сплеш (10''), 4 — райд (22''), 5 — креш (20''), 6 — креш (18''), 7 — чайна (20'') |

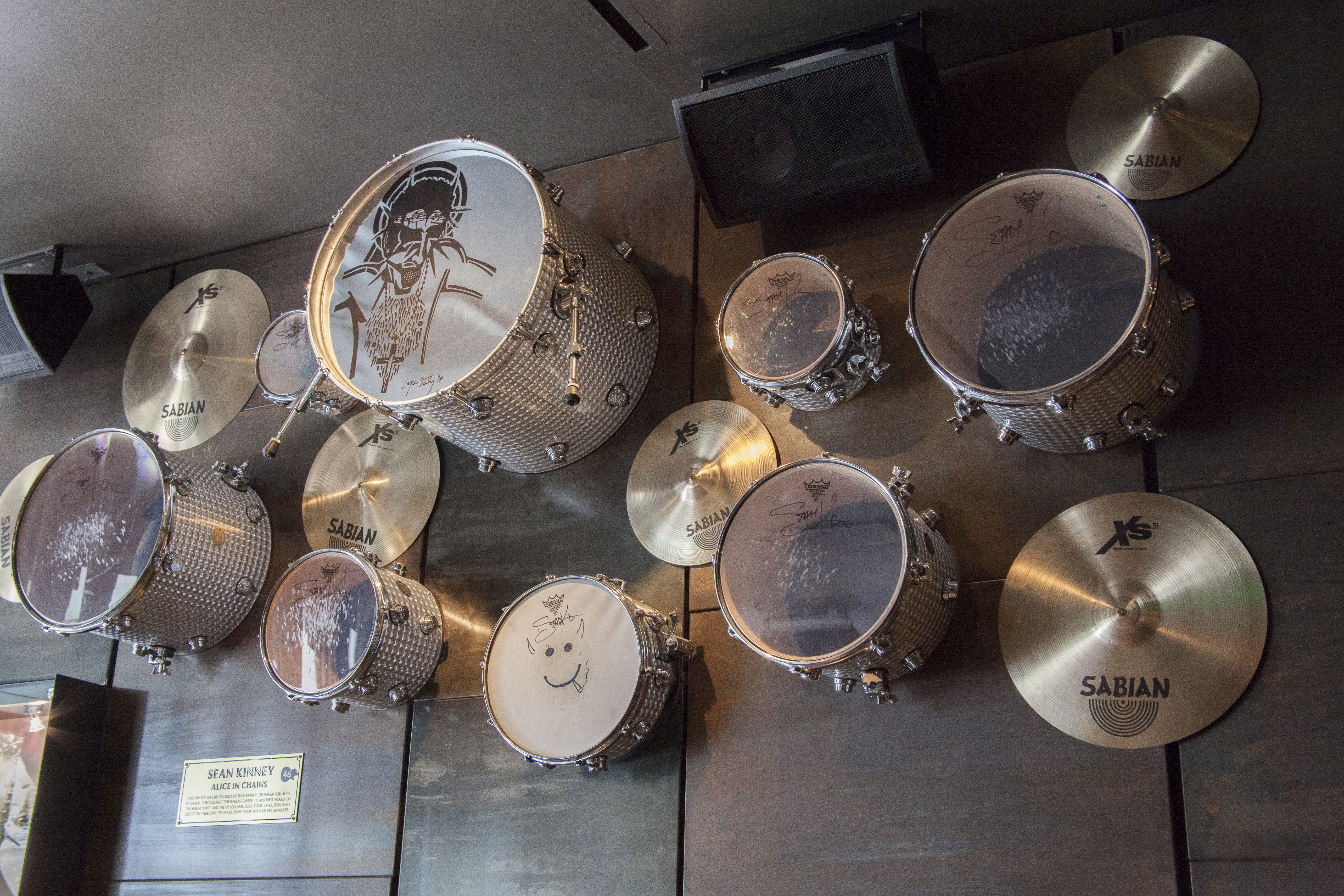
«Цю установку Drum Workshop запекло використовував Шон Кінні протягом усієї кар'єри гурту. Вперше її можна було почути на альбомі Dirt.» Hard Rock Cafe, Сіетл

Шон Кінні є прихильником барабанів Drum Workshop. На початку 1990-х років він використовував барабани і стійки DW, тарілки Sabian, а також барабанні палички Vic Firth. Він ділився своїми контактами в музичній індустрії, щоб допомогти знайомим музикантам; Під час «Туру лайняними містами» 1992 року з його подачі барабанщику Gruntruck Норману Рокуеллу музичні компанії подарували кілька комплектів барабанів і обладнання. Установка Кінні 1993 року складалася з чотирьох барабанів і бас-бочки Drum Workshop з пластиками Remo (моделі Falams K для робочого барабана, Ambassadors на том-томах і Power Stroke 3 на бас-бочці) та семи тарілок, включно з моделлю чайна Кармайна Аппіса. До 2015 року до складу установки Кінні входили шість барабанів, бас-бочка і дев'ять тарілок.
На початку дев'яностих Кінні віддавав перевагу паличкам Vic Firth моделі American Classic Rock. Пізніше він перейшов на продукцію Vater Percussion. «Я знайшов гарне дерево у 1993… Це ж слід зробити та вам. Грайте з Vater». Спеціально для концерту MTV Unplugged у 1996 Vater забезпечила Кінні прототипом паличок для акустичного виконання. Довгий час основною моделлю музиканта були палички Nude Series Universal, але пізніше компанія іменні дерев'яні палички Кінні Vater VHSKW.

### Авторство пісень
Шон Кінні нечасто вказувався як співавтор пісень Alice in Chains. Для демоверсії дебютного альбому Facelift усі партії придумав і записав Джеррі Кантрелл, виконавши партію барабанів на простій драм-машині. Проте Кінні був вказаний одним з авторів музики до пісні «It Ain't Like That». На мініальбомі Sap Кінні відзначився на жартівливій композиції «Love Song», де всі музиканти змінили інструменти, а Шон заспівав вокальну партію через мегафон: «Це була найгірша річ, коли-небудь записана. Але ми послухали її та сказали: Круто, залишмо на платівці. Це був ідеальний фінальний акорд». На другій студійній платівці Dirt Кінні був включений до числа авторів пісні «Rain When I Die»: «Гадаю, що мене записали в автори, тому що я почав грати цей вступний біт на репетиції, а Джеррі підібрав до нього риф. Але вся пісня цілком народилася з джем-сешну». Надалі, починаючи з мініальбому Jar of Flies і закінчуючи платівками, випущеними з Вільямом Дювалем, Кінні регулярно ставав співавтором музики до кількох пісень у кожному альбомі.

### Оформлення платівок
Крім внеску в створення і виконання пісень Alice in Chains, Шон Кінні брав участь в оформленні альбомів гурту, а також створенні декорацій для концертних виступів. Акустичний мініальбом Sap, записаний групою наприкінці 1991 року, приснився Шону уві сні, барабанщику також належить концепція обкладинки, на якій зображено старе відро, що висить на гілці дерева. Кінні контролював процес фотозйомок для обкладинки другої платівки Dirt, де була зображена дівчина, похована у пустелі. Барабанщик також запропонував помістити на обкладинку третього альбому зображення триногого собаки, на згадку про тварину, яка переслідувала його у дитинстві.
Після того, як Лейн Стейлі припинив виступати з групою, Кінні став одним з авторів пакування бокс-сету Music Bank, що вийшов у 1999, також написавши до нього частину анотацій для буклета. Він також брав участь у розробці упаковки концертного альбому Alice in Chains Live, випущеного 2000 року. Коли гурт повернувся до виступів із новим вокалістом Вільямом Дювалем, Кінні запропонував зобразити на обкладинці нової платівки Black Gives Way to Blue серце на темному тлі.

## Особистість
Менеджер Alice in Chains Сюзан Сільвер називала Шона Кінні «одним із найсмішніших людей, яких коли-небудь зустрічала». У гумористичному фільмі The Nona Tapes, приуроченому до виходу нового альбому Alice in Chains у 1995, Кінні зіграв самого себе, що підробляє розвагою для дітей в образі клоуна Бозо. На думку Девіда де Соли, ця роль якнайкраще підходила комедійному характеру музиканта. У ще одному псевдодокументальному фільмі AIC 23, що вийшов 2013 року, Кінні зіграв лос-анджелеського блогера-хіпстера, який пише про вживані велосипеди та правильну висоту підвороту штанів. За словами режисера У.Ерл Брауна, частина реплік героя Кінні була чистою імпровізацією музиканта.

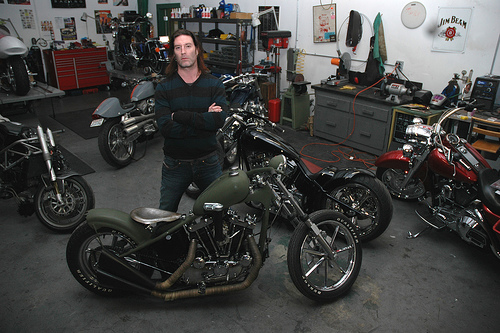
Шон Кінні і його колекція мотоциклів

Шон захоплюється мотоциклами. На перші зароблені гроші на початку 1990-х років він купив собі автомобіль Porsche і кілька мотоциклів Harley-Davidson. Музикант є прихильником байкерського стилю одягу і часто носить мотоциклетні куртки. На одній із фотографій групи в Instagram він з'явився у футболці з написом «Купуйте мотоцикли, а не кокаїн». У 2018 році Кінні взяв участь у благодійному заході «Поїздка видатного джентльмена», що проходив у Сіетлі, ставши переможцем у номінації «Найбільший мотоцикл». У Кінні є кілька німецьких вівчарок. У 2013 році, розповідаючи про своїх вихованців, він зізнався: «Так, я вівчарник. У мене були вівчарки все моє життя. Це реально класні сторожові собаки». З 2009 року Кінні, разом з менеджером Alice in Chains Сюзан Сільвер, є співвласником одного з найвідоміших клубів Сіетла The Crocodile, де в 1990-ті виступали Melvins, Nirvana, Pearl Jam і багато інших гранджевих груп.
На відміну від Лейна Стейлі, чия пристрасть до наркотиків стала широко відомою за часів випуску альбому Dirt, у Шона Кінні виникали проблеми з алкоголем. Під час «Туру лайняними містами» у 1992 Кінні часто напивався та уславився «класичним руйнівником готельних номерів». Після закінчення тривалого туру Стейлі намагався вилікуватися від прихильності до героїну, а Кінні — зав'язати з випивкою. Їхній конфлікт під час репетиції перед концертами з Metallica у 1994 році призвів до тимчасового розпаду гурту: Кінні намагався вести здоровий спосіб життя і не бажав мати справу з наркоманом в особі Стейлі. «Ми їхали на повній потужності, рухалися на максимальній швидкості із заплющеними очима. Ми були разом занадто довго і тепер задихалися, ніби чотири рослини, які ростуть в одному горщику», — розповідав Джеррі Кантрелл. Після того, як Стейлі кинув групу, Кінні продовжував пити. З наркотиками він зав'язав лише через кілька років після смерті Стейлі, коли Alice in Chains вирішили возз'єднатися: «Мені довелося зробити вибір. Я не хотів бути нещирим і несправжнім, нести нашу спадщину і спадщину Лейна, і одночасно з цим бути упоротим. Від цього не було б краще нікому, це не принесло б мені користі і я не був би цим задоволеним. Тому я зробив свій вибір. Що важливіше? Музика важливіша». Крім цього, Кінні допоміг впоратися з наркотичною залежністю Джеррі Кантреллу, гітарист публічно подякував йому за це у 2012 році під час церемонії нагородження премією Стіві Рей Вона.
Про особисте життя Шона Кінні відомо небагато. У 1980-х роках він зустрічався з сестрою бас-гітариста Alice in Chains Майка Старра Меліндою Старр. У 2000-х роках подругою Кінні була сіетлська художниця і колишня модель Ребека Міллер.

## Довідкова інформація

### Дискографія
Alice in Chains
- 1990 — We Die Young[82]
- 1990 — Facelift[83]
- 1992 — Sap[84]
- 1992 — Dirt[85]
- 1993 — Саундтрек до фільму «Останній кіногерой» («What the Hell Have I», «Little Bitter»)[86]
- 1994 — Jar of Flies[87]
- 1994 — Jar of Flies / Sap[88]
- 1995 — Alice in Chains[89]
- 1996 — MTV Unplugged[90]
- 1999 — Nothing Safe: Best of the Box[91]
- 1999 — Music Bank[92]
- 2000 — Live[93]
- 2001 — Greatest Hits[94]
- 2006 — The Essential Alice in Chains[95]
- 2009 — Black Gives Way to Blue[96]
- 2013 — The Devil Put Dinosaurs Here[97]
- 2016 — 2112 (40th Anniversary) («Tears»)[98]
- 2018 — Rainier Fog[99]

Джеррі Кантрелл
- 1995 — Саундтрек до фільму «Кабельник» («Leave Me Alone»)[100]
- 1996 — Twisted Willie («I've Seen All This World I Care To See»)[101]
- 1998 — Boggy Depot[102]

Джонні Кеш
- 1996 — Twisted Willie («Time Of The Preacher»)[101]

Metallica
- 1998 — Garage Inc. («Tuesday's Gone»)[103]

Spys4Darwin
- 2001 — Microfish[104]

Mad Season та Сіетлський симфонічний оркестр
- 2015 — Sonic Evolution («All Alone»)[105]

### Відеографія
- 1992 — «Одинаки» (в ролі самого себе)[106]
- 1995 — The Nona Tapes (в ролі самого себе)[107]
- 2013 — AIC 23 (Стенлі Айзен)[108]